# TKb100
TKb100 - zbiorcze oznaczenie nietypowych normalnotorowych parowozów – tendrzaków o układzie osi B, stosowane przez Polskie Koleje Państwowe po 1945 roku. 
Do serii TKb100 zaliczono 18 różnych lokomotyw, głównie poniemieckich, pochodzących m.in. z nacjonalizowanych kolei lokalnych i przemysłowych. Niezgodnie z polskim systemem oznaczeń, do serii tej zaliczono także parowozy o układzie osi 1'B (właściwie TKc100).
TKb100-10 (o układzie osi 1'B) jest obecnie zachowany w Muzeum Kolejnictwa w Warszawie (z fikcyjnym oznaczeniem TKc100-1).